# Xylokeratéa
Xylokeratéa är en ort i Grekland.   Den ligger i prefekturen Nomós Kilkís och regionen Mellersta Makedonien, i den norra delen av landet, 300 km norr om huvudstaden Aten. Xylokeratéa ligger 81 meter över havet och antalet invånare är 386.
Terrängen runt Xylokeratéa är platt åt nordväst, men åt sydost är den kuperad. Runt Xylokeratéa är det ganska glesbefolkat, med 43 invånare per kvadratkilometer. Närmaste större samhälle är Kilkis, 15,4 km norr om Xylokeratéa. Trakten runt Xylokeratéa består till största delen av jordbruksmark.